# Henriette Reker

A gyilkossági kísérlet helyszíne

Henriette Reker (Köln, 1956. december 9. –) német jogász, független politikus, aki ellen 2015. október 17-én merényletet követtek el, a másnapi szavazáson Köln város főpolgármestere lett.

## Politikusi pályája
Gelsenkirchenben volt alpolgármester 2000-től. 2010 óta Köln egyik alpolgármestere. 2015 októberében jelöltként indult Kölnben a főpolgármester-választáson.

## Merénylet Reker ellen 2015 októberében
Egy nappal a kölni főpolgármester-választás előtt, 2015. október 17-én, szombaton reggel megkéselték az egyik jelöltet, Henriette Rekert, aki súlyosan megsérült.
A politikusnőt a CDU standjánál támadta meg egy 44 éves férfi és késsel a nyakán szúrta, a sérülés nem volt életveszélyes. A politikusnőt sikeresen megműtötték, a tettest a helyszínen elfogták. A tartományi belügyminiszter kijelentette, hogy politikai merényletről van szó, amelynek indítéka Reker és Angela Merkel menekültpolitikája elleni tiltakozás volt. Az eset után Reker ellenfele, a szociáldemokrata Jochen Ott főpolgármester-jelölt felfüggesztette kampányát.

## Megválasztása főpolgármesterré
A merénylet másnapján, október 18-án tartott első választási fordulóban a kórházban fekvő, mesterséges kómában tartott Reker megkapta a leadott szavazatok abszolút többségét (52,66 %-át, 40,28 %-os választói részvétel mellett). Október 22-én hivatalosan elfogadta a választás eredményét, és Köln első női főpolgármestere lett.